# إيرنست غرين
إيرنست جيديون غرين (بالإنجليزية: Ernest Green)‏ (من مواليد 22 سبتمبر عام 1941)، أحد أعضاء مجموعة ليتل روك ناين الطلابية الخاصة بالطلاب الأفارقة التي كانت أول مجموعة من ذوي البشرة السمراء تحضر دروسا في مدرسة ليتل روك الثانوية المركزية في مدينة ليتل روك بولاية أركنساس الأمريكية في عام 1957. كان غرين أول أمريكي من أصول أفريقية يتخرج من المدرسة الثانوية في عام 1958. في عام 1999 قلّد الرئيس الأمريكي بيل كلينتون غرين، مع بقية أعضاء مجموعة ليتل روك ناين الطلابية، ميدالية الكونغرس الذهبية التي تعتبر أرفع جائزة يمنحها الكونغرس الأمريكي على الإطلاق. 

## النشأة والتعليم
وُلد إيرنست غرين في مدينة ليتل روك بولاية أركنساس الأمريكية عام 1941، للوثير وإيرنست غرين الأب. كان لإيرنست غرين الأب شقيق اسمه سكوت، وشقيقة اسمها تريبيا واشنطن. 
عندما كان طفلًا، شارك غرين في أنشطة الكنيسة، وفي الكشافة الأمريكية، وتمكن من الحصول على رتبة كشافة النسر. التحق غرين بمدرسة دنبار جونيور الثانوية الخاصة بذوي البشرة السوداء، وحصل منها على الشهادة الإعدادية. بعد ذلك، التحق غرين بمدرسة هوراس مان الثانوية الجديدة الخاصة بالأمريكيين الأفارقة. 
بعد انتهاء أولى سنوات دراسته في المدرسة الثانوية، تطوع غرين للالتحاق بمدرسة ليتل روك الثانوية المركزية الخاصة بالبيض في خريف عام 1957، وساعد بذلك في إلغاء الفصل العنصري في واحدة من أكبر مدارس البلاد. أصبح غرين بذلك أقدم الأفارقة التسعة الذين التحقوا بمدرسة ليتل روك الخاصة بالبيض وأنهوا بذلك نظام الفصل العنصري فيها. 
حضر مارتن لوثر كينغ الابن، الذي كان في زيارة لمدينة أركنساس بهدف إلقاء خطبة في حفل انطلاق كلية أركنساس الزراعية الميكانيكية التعليمية في مدينة باين بلاف، حفلَ تخرج غرين من المدرسة الثانوية جنبًا إلى جنب مع أفراد عائلة غرين.
التحق غرين بجامعة ولاية ميشيغان مستفيدًا من منحة دراسية قدمها له متبرع مجهول. واصل غرين، خلال تواجده في ولاية ميشيغان، نشاطه الاجتماعي من خلال الانخراط في الاحتجاجات والتحركات الداعمة لحركة الحقوق المدنية. علم غرين لاحقًا بأن المتبرع المجهول الذي قدم له منحة الدراسة الجامعية هو جون ألفريد هانا، رئيس ولاية ميشيغان، وأحد الشخصيات التي تستهدفها احتجاجات نشطاء الحقوق المدنية، بما في ذلك إيرنست غرين نفسه. تخرج غرين بدرجة البكالوريوس في الآداب في عام 1962، وحصل في عام 1964، على درجة الماجستير في علم الاجتماع. 

## حياته المهنية
في عام 1965، تلقى غرين تدريبًا مهنيًا في مجال تطوير المهارات التجارية في معهد أدولف. يهدف البرنامج التدريبي إلى مساعدة نساء الأقليات في المناطق الجنوبية في المسائل المتعلقة التطوير الوظيفي. شغل غرين في الفترة بين عامي 1968 و 1976 منصب أمين صندوق آسا فيليب راندولف التعليمي. وشغل بين عامي 1977 و 1981 منصب مساعد وزير العمل الأمريكي خلال فترة حكم الرئيس جيمي كارتر.
عمل غرين بين عامي 1981 و 1985 كشريك مساهم في شركة غرين آند هيرمان، وامتلك بين عامي 1984 و 1985 شركة إيرنست غرين وشركاه. عمل غرين سابقًا كمدير عام لمكتب بنك ليمان براذرز في العاصمة واشنطن متخصص بالمالية العامة. يشغل غرين أيضًا منصب عضو مجلس إدارة معهد ألبرت شانكر.
حصل غرين في عام 1956، قبل التحاقه بالثانوية المركزية، على رتبة النسر الكشفية. وحصل بعد أكثر من 25 سنة على جائزة النسر الكشفية المتميزة التي منحتها منظمة الكشافة الأمريكية لما يقارب 2000 شخص حصلوا سابقًا على رتبة النسر الكشفية.  في عام 2004 نظًم غرين برنامج سكاوتريتش الخاص بالكشافة في العاصمة الأمريكية واشنطن، وعمل كرئيس متطوع للبرنامج. 